# Walli
Walli, pseudoniem van André Van der Elst (Schaarbeek, 6 april 1952 – 23 juni 2021), was een Belgische stripauteur en illustrator. Hij tekende onder meer mee aan de strips Chlorophyl en Ton en Tineke. Zijn strips verschenen voornamelijk in het tijdschrift Tintin/Kuifje.

## Levensloop
Walli volgde les aan het École normale Charles Buls, waarop hij het striptekenen leerde van Géri. Deze stelde hem ook voor aan Henri Desclez, de toenmalige hoofdredacteur van Tintin/Kuifje. Walli debuteerde in 1977 in Tintin/Kuifje met de gagstrip Het ei en maakte vervolgens Toeki de Toekan met Bertrand Dupont op scenario van Bob de Groot. Ook tekende hij Kommerkat, een gagstrip, voor het Nederlandse stripblad Eppo, omdat Uco Egmond een pauze nam.
Op scenario van Bom tekende Walli van 1980 tot 1988 Ton en Tineke. In 1980 maakte hij met Bom ook de gagstrip Cosmic Connection en assisteerde hij Turk bij het Clifton-verhaal Een panter voor de kolonel. Van 1983 tot 1989 tekende Walli Chlorophyl. Het eerste verhaal, De stuwdam, was op scenario van De Groot, maar de overige verhalen werden geschreven door Bom. Nadien maakten Walli en Bom de strip Gil Sinclair, waarvan vier verhalen verschenen van 1990 tot 1994. Het duo maakte nadien nog even de strip Sam & Katz voor de tijdschriften van Uitgeverij Averbode.
Vervolgens illustreerde hij voornamelijk kinderboeken. Met Jean Lammertyn schreef hij nog de reisgids Fietsboek Brussel, dat in 2016 verscheen. Walli overleed op 23 juni 2021 op 69-jarige leeftijd.

## Verwarring met Wally
Vlak voor Walli's debuut tekende er een andere tekenaar met het gelijkaardige pseudoniem Wally in Tintin/Kuifje, waarmee Walli weleens verward wordt. Deze tekenaar tekende vanaf 1974 de gagstrip Croqueminou op scenario van Michel Noirret. Dan maakte Wally in 1976 voor Tintin Sélection het kortverhaal Jeremiah Jones met Griffo en Monique.